# Ghiacciaio Apfel
Il ghiacciaio Apfel (in inglese Apfel Glacier) è un ghiacciaio largo circa 10 km e lungo 40, situato nella Terra della Regina Maria, in Antartide. Il ghiacciaio fluisce verso ovest-nordovest lungo il versante meridionale delle colline Bunger e termina nella lingua di ghiaccio Edisto.

## Storia
Il ghiacciaio Apfel fu mappato sulla base di fotografie aeree effettuate durante l'operazione Highjump, 1946-47, e così battezzato da parte del Comitato consultivo dei nomi antartici in onore di Earl T. Apfel, professore di geologia all'Università di Syracuse, che fu membro dell'operazione Windmill, 1947-48, la quale installò, tra le altre cose, stazioni di controllo astronomico lungo le coste antartiche della Regina Maria, di Budd e di Knox.